# Juozas Gruodis
Juozas Gruodis   (Rokėnai, 8 de desembre de 1884 (Julià) - Kaunas, 16 d'abril de 1948) va ser un compositor i pedagog musical lituà.
Gruodis era organista a la província abans d'estudiar des del 1915 fins al 1916 al Conservatori de Moscou i de 1920 a 1924 amb Paul Graener al Conservatori de Leipzig. Després del seu retorn, va anar del 1924 al 1927 el director de l'Òpera Nacional. Va fundar el Conservatori Kaunas, la primera escola de música universitària a Lituània, on va exercir com a professor principal i compositor. Un dels seus estudiants era Julius Juzeliūnas.
Després de Mikalojus Konstantinas Čiurlionis, va combinar en les seves composicions música popular lituana amb els corrents romàntics moderns i tardans del seu temps. Va compondre u. a. dos poemes simfònics, dues suites orquestrals, un quartet de cordes, dues sonates per a piano, cançons, un ballet, música de drama i arranjaments de cançons populars.
Després del seu nom, es va nomenar el conservatori Kaunas.